# كريست هيل
كريست هيل (إلينوي) (بالإنجليزية: Crest Hill, Illinois)‏ هي مدينة تقع في الولايات المتحدة في إلينوي. يقدر عدد سكانها بـ 20,837 نسمة .

## التركيبة السكانية
حدّد مكتب تعداد الولايات المتحدة بيانات التركيبة السكانية لكريست هيل في تعداد الولايات المتحدة. في ما يلي، التركيبة السكانية حسب تعدادي 2000 و2010.

### تعداد عام 2000
بلغ عدد سكان كريست هيل 13,329 نسمة بحسب تعداد عام 2000، وبلغ عدد الأسر 4,478 أسرة وعدد العائلات 2,759 عائلة مقيمة في المدينة. في حين سجلت الكثافة السكانية 564.1 نسمة لكل كيلومتر مربع (1,461.0/ميل2). وبلغ عدد الوحدات السكنية 4,808 وحدة بمتوسط كثافة قدره 203.5 لكل كيلومتر مربع (527.1/ميل2).
وتوزع التركيب العرقي للمدينة بنسبة 74.36% من البيض و19.55% من الأمريكيين الأفارقة و0.20% من الأمريكيين الأصليين و1.13% من الأمريكيين ذوي الأصول الآسيوية و0.13% من سكان جزر المحيط الهادئ و3.19% من الأعراق الأخرى و1.45% من عرقين مختلطين أو أكثر و8.81% من الهسبانيون أو اللاتينيون من أي عرق.
بلغ عدد الأسر 4,478 أسرة كانت نسبة 32.5% منها لديها أطفال تحت سن الثامنة عشر تعيش معهم، وبلغت نسبة الأزواج القاطنين مع بعضهم البعض 45.1% من أصل المجموع الكلي للأسر، ونسبة 12% من الأسر كان لديها معيلات من الإناث دون وجود شريك،  بينما كانت نسبة 4.5% من الأسر لديها معيلون من الذكور دون وجود شريكة وكانت نسبة 38.4% من غير العائلات. تألفت نسبة 30.9% من أصل جميع الأسر من عدة أفراد يعيشون في نفس المنزل ونسبة 7.9% كانت تتألف من شخص يعيش بمفرده يبلغ من العمر 65 عاماً أو أكثر. وبلغ متوسط حجم الأسرة المعيشية 2.37، أما متوسط حجم العائلات فبلغ 3.00.
بلغ العمر الوسطي للسكان 32.4 عاماً. وكانت نسبة 18.9% من القاطنين تحت سن الثامنة عشر، وكانت نسبة 8.7% بين الثامنة عشر والرابعة والعشرين عاماً، ونسبة 27.8% كانت واقعةً في الفئة العمرية ما بين الخامسة والعشرين والرابعة والأربعين عاماً، ونسبة 15% كانت ما بين الخامسة والأربعين والرابعة والستين، ونسبة 9.2% كانت ضمن فئة الخامسة والستين عاماً فما فوق. يوجد لكل 100 أنثى 97.9 ذكر، ويوجد لكل 100 أنثى في الثامنة عشر من عمرها فما فوق 93.9 ذكر.
بلغ متوسط دخل الأسرة في المدينة 44,896 دولارًا، أما متوسط دخل العائلة فبلغ 55,553 دولارًا. وكان متوسط دخل الذكور 43,151 دولارًا مقابل 26,226 دولارًا للإناث. وسجل دخل الفرد الخاص بالمدينة 21,806 دولارًا. وكانت نسبة 3.4% من العائلات ونسبة 5.5% من السكان تحت خط الفقر، وكان من هؤلاء نسبة 6% تحت سن الثامنة عشر ونسبة 6.3% في الخامسة والستين من العمر وما فوق.

### تعداد عام 2010
بلغ عدد سكان كريست هيل 20,837 نسمة بحسب تعداد عام 2010، وبلغ عدد الأسر 7,269 أسرة وعدد العائلات 4,599 عائلة مقيمة في المدينة. في حين سجلت الكثافة السكانية 881.8 نسمة لكل كيلومتر مربع (2,283.9/ميل2). وبلغ عدد الوحدات السكنية 7,704 وحدة بمتوسط كثافة قدره 326 لكل كيلومتر مربع (844.3/ميل2).
وتوزع التركيب العرقي للمدينة بنسبة 67.52% من البيض و21.77% من الأمريكيين الأفارقة و0.27% من الأمريكيين الأصليين و2.48% من الأمريكيين ذوي الأصول الآسيوية و0.02% من سكان جزر المحيط الهادئ و5.78% من الأعراق الأخرى و2.16% من عرقين مختلطين أو أكثر و17.91% من الهسبانيون أو اللاتينيون من أي عرق.
بلغ عدد الأسر 7,269 أسرة كانت نسبة 31.2% منها لديها أطفال تحت سن الثامنة عشر تعيش معهم، وبلغت نسبة الأزواج القاطنين مع بعضهم البعض 44.9% من أصل المجموع الكلي للأسر، ونسبة 13.8% من الأسر كان لديها معيلات من الإناث دون وجود شريك،  بينما كانت نسبة 4.6% من الأسر لديها معيلون من الذكور دون وجود شريكة وكانت نسبة 36.7% من غير العائلات. تألفت نسبة 30.7% من أصل جميع الأسر من عدة أفراد يعيشون في نفس المنزل ونسبة 12.1% كانت تتألف من شخص يعيش بمفرده يبلغ من العمر 65 عاماً أو أكثر. وبلغ متوسط حجم الأسرة المعيشية 2.43، أما متوسط حجم العائلات فبلغ 3.05.
بلغ العمر الوسطي للسكان 35.9 عاماً. وكانت نسبة 20.2% من القاطنين تحت سن الثامنة عشر، وكانت نسبة 10.2% بين الثامنة عشر والرابعة والعشرين عاماً، ونسبة 33.7% كانت واقعةً في الفئة العمرية ما بين الخامسة والعشرين والرابعة والأربعين عاماً، ونسبة 21.9% كانت ما بين الخامسة والأربعين والرابعة والستين، ونسبة 14% كانت ضمن فئة الخامسة والستين عاماً فما فوق. وتوزع التركيب الجنسي للسكان بنسبة 55.8% ذكور و44.2% إناث.